# Joan Ruiz Vicens
Pour les articles homonymes, voir Ruiz.
Ruiz  Vicens est un nom espagnol. Le premier nom de famille, en général paternel, est Ruiz ; le second, en général maternel, souvent omis, est Vicens.
Joan Ruiz Vicens, né le 12 juillet 1997, à Fornalutx, est un coureur cycliste espagnol.

## Biographie
Joan Ruiz est originaire de Fornalutx, une commune située sur l'île de Majorque. Il participe à ses premières courses cyclistes à l'âge de treize ans. Dans un premier temps, il court essentiellement en VTT et en cyclo-cross.
En 2015, il décide de se consacrer exclusivement au cyclisme sur route. Bon grimpeur, il se distingue en réalisant de bonnes performances dans les courses par étapes du calendrier national junior (moins de 19 ans). Il rejoint ensuite le club Aldro en 2016, dirigée par Manolo Saiz. Pour ses débuts espoirs (moins de 23 ans), il brille sur le Tour de León en terminant deuxième d'une étape et sixième du classement général. 
Il passe finalement professionnel en 2017 chez Burgos BH. L'année suivante, cette structure devient une équipe continentale professionnelle. Joan Ruiz n'est cependant pas conservé par ses dirigeants. Il redescend alors chez les amateurs au sein du club galicien Super Froiz.

## Palmarès
- 2015
  - Mémorial Francesc Alomar[5]
  - 3e de la Vuelta al Besaya